# 垂水新太郎
垂水 新太郎（たるみ しんたろう、1853年12月1日（嘉永6年11月1日） - 1932年（昭和7年）7月23日）は、日本の政治家。衆議院議員（1期）。

## 経歴
京都府出身。垂水九郞左衞門の長男として生まれる。亀岡藩の藩校で学び、漢学を修める。亀岡中学校助教諭、同監事、亀岡河原町会議員、南桑田郡全町村連合会議員、亀岡町会議員、同町長、南桑田郡会議員、同議長、京都府会議員、京都府農会議員、同副会長、園部税務署所得税調査委員会長、亀岡銀行監査役、南桑銀行頭取となる。
1927年の京都5区の補欠選挙において無所属で立候補して当選した。その後、立憲政友会に入り、衆議院議員を1期務めた。1928年の第16回衆議院議員総選挙には立候補しなかった。1932年死去。

## 家族
- 父・垂水九郞左衞門[3]
- 妹・まさ - 田中源太郎の妻[4]